# Iridopsis brittonae
Iridopsis brittonae là một loài bướm đêm trong họ Geometridae.